# Utah Jazz 1990-1991
La stagione 1990-91 degli Utah Jazz fu la 17ª nella NBA per la franchigia.
Gli Utah Jazz arrivarono secondi nella Midwest Division della Western Conference con un record di 54-28. Nei play-off vinsero il primo turno con i Phoenix Suns (3-1), perdendo poi la semifinale di conference con i Portland Trail Blazers (4-1).

## Roster
| N° | Naz.                   | Ruolo | Sportivo         | Anno | Alt. | Peso |
| -- | ---------------------- | ----- | ---------------- | ---- | ---- | ---- |
| 5  | Stati Uniti (bandiera) | GA    | Andy Toolson     | 1966 | 198  | 95   |
| 11 | Stati Uniti (bandiera) | G     | Delaney Rudd     | 1962 | 188  | 82   |
| 12 | Stati Uniti (bandiera) | G     | John Stockton    | 1962 | 185  | 77   |
| 21 | Stati Uniti (bandiera) | GA    | Tony Brown       | 1960 | 198  | 84   |
| 24 | Stati Uniti (bandiera) | G     | Jeff Malone      | 1961 | 193  | 93   |
| 30 | Stati Uniti (bandiera) | GA    | Blue Edwards     | 1965 | 193  | 91   |
| 32 | Stati Uniti (bandiera) | A     | Karl Malone      | 1963 | 206  | 113  |
| 33 | Stati Uniti (bandiera) | AC    | Walter Palmer    | 1968 | 216  | 98   |
| 35 | Stati Uniti (bandiera) | G     | Darrell Griffith | 1958 | 193  | 86   |
| 40 | Stati Uniti (bandiera) | AC    | Mike Brown       | 1963 | 206  | 117  |
| 41 | Stati Uniti (bandiera) | AC    | Thurl Bailey     | 1961 | 211  | 98   |
| 44 | Stati Uniti (bandiera) | A     | Chris Munk       | 1967 | 206  | 102  |
| 45 | Stati Uniti (bandiera) | C     | Dan O'Sullivan   | 1968 | 208  | 113  |
| 50 | Stati Uniti (bandiera) | AC    | Pat Cummings     | 1956 | 206  | 104  |
| 53 | Stati Uniti (bandiera) | C     | Mark Eaton       | 1957 | 224  | 125  |

## Staff tecnico
- Allenatore: Jerry Sloan
- Vice-allenatore: Gordon Chiesa, David Fredman, Phil Johnson